# Marcel Berteau
Pour les articles homonymes, voir Berteau.
Marcel Berteau est un acteur belge, né le 11 juillet 1922 à Schaerbeek (région de Bruxelles-Capitale), mort le 7 septembre 2003 à Hermalle-sous-Argenteau (province de Liège).
Il est inhumé au cimetière de Cheratte-Haut. 

## Filmographie
- 1945 : Baraque n° 1 d'Émile-Georges De Meyst
- 1945 : Soldats sans uniforme d'Émile-Georges De Meyst : Gérard
- 1954 : Le Petit Nuage d'Antoine Allard et Armand Bachelier : Jean
- 1955 : Fête chez les Hamba de Luc de Heusch (documentaire, voix)
- 1960 : Marche ou crève de Georges Lautner : le commissaire Denain
- 1962 : Le Gentleman d'Epsom de Gilles Grangier
- 1963 : L'Eau qui dort (Les Cinq Dernières Minutes no 28) de Claude Loursais  (TV)
- 1969 : La Grande Barrière de corail de Michel de Mévius et Pierre Dubuisson (documentaire, voix)
- 1972 : L'Amoureuse de Christian Mesnil : le docteur Jonquet
- 1983 : Mortelle Randonnée de Claude Miller